# Las Parras de Castellote
Las Parras de Castellote là một đô thị trong tỉnh Teruel, Aragon, Tây Ban Nha. Theo điều tra dân số 2004 (INE), đô thị này có dân số là 86 người.